# إيفا هوفنكامب
إيفا هوفينكامب (من مواليد 19 يوليو 1996) هي عداءة هولندية. شاركت في سباق التتابع 4 × 400 متر سيدات في بطولة العالم لألعاب القوى 2017.

## مسيرتها الرياضية
اكتسبت إيفا هوفينكامب تجربتها الدولية الأولى في بطولة العالم للناشئين لألعاب القوى 2014 في يوجين، حيث خرجت في الجولة الأولى مع فريق التتابع الهولندي 4 × 100 متر بزمن قدره 45.29 ثانية. في العام التالي وصلت إلى الدور نصف النهائي في سباقي 100 و200 متر في بطولة أوروبا لألعاب القوى للناشئين 2015 في إسكيلستونا ، حيث خرجت بزمن 11.94 ثانية و23.79 ثانية على التوالي. وصلت إلى النهائي مع فريق التتابع، لكنها لم تتمكن من إنهاء السباق. في عام 2016، شاركت في سباق التتابع 4 × 400 متر في بطولة أوروبا لألعاب القوى 2016 في أمستردام، حيث احتلت المركز السابع في 3:29.23 دقيقة. في بطولة أوروبا لألعاب القوى تحت 23 عامًا 2017 في بيدغوشتش، بولندا، خرجت في الجولة التمهيدية لسباق 400 متر. في بطولة العالم لألعاب القوى 2017 في لندن، استُبعدت من فريق التتابع في الدور التمهيدي. في عام 2019، وصلت إلى نصف نهائي دورة الألعاب الجامعية الصيفية 2019 في نابولي، حيث أُقصيت بزمن 54.27 ثانية. وفي بطولة العالم لألعاب القوى للتتابع 2021 في خورزوف، بولندا، احتلت المركز الرابع في سباق التتابع 4 × 400 متر بزمن 3:30.12 دقيقة.

## أفضل أرقام شخصية
- 100 متر: 11.69 ثانية (+0.2 م/ث)، 22 أبريل 2016 في غينزفيل
- 60 متر (هاله): 7.42 ث، 27 فبراير 2016 في أبلدورن
- 200 متر: 23.74 ثانية (−0.1 م/ث)، 4. يونيو 2016 في ليدي
- 200 متر (هاله): 23.99 ثانية، 28 فبراير 2016 في أبلدورن
- 400 متر: 52.83 ث، 20 مايو 2017 في دن هاج
- 400 متر (هاله): 54.10 ثانية، 12 فبراير 2017 في أبلدورن